# シャイアン郡 (コロラド州)

コロラド州内の位置

シャイアン郡（Cheyenne County）は、アメリカ合衆国コロラド州に位置する郡である。人口は1,748人（2020年）。郡庁所在地はシャイアンウェルズである。

## 歴史
シャイアン郡はベント郡北東部及びエルバート郡南東部を分割して、1889年3月25日にコロラド州議会によって現在の境界が定められた。

## 地理

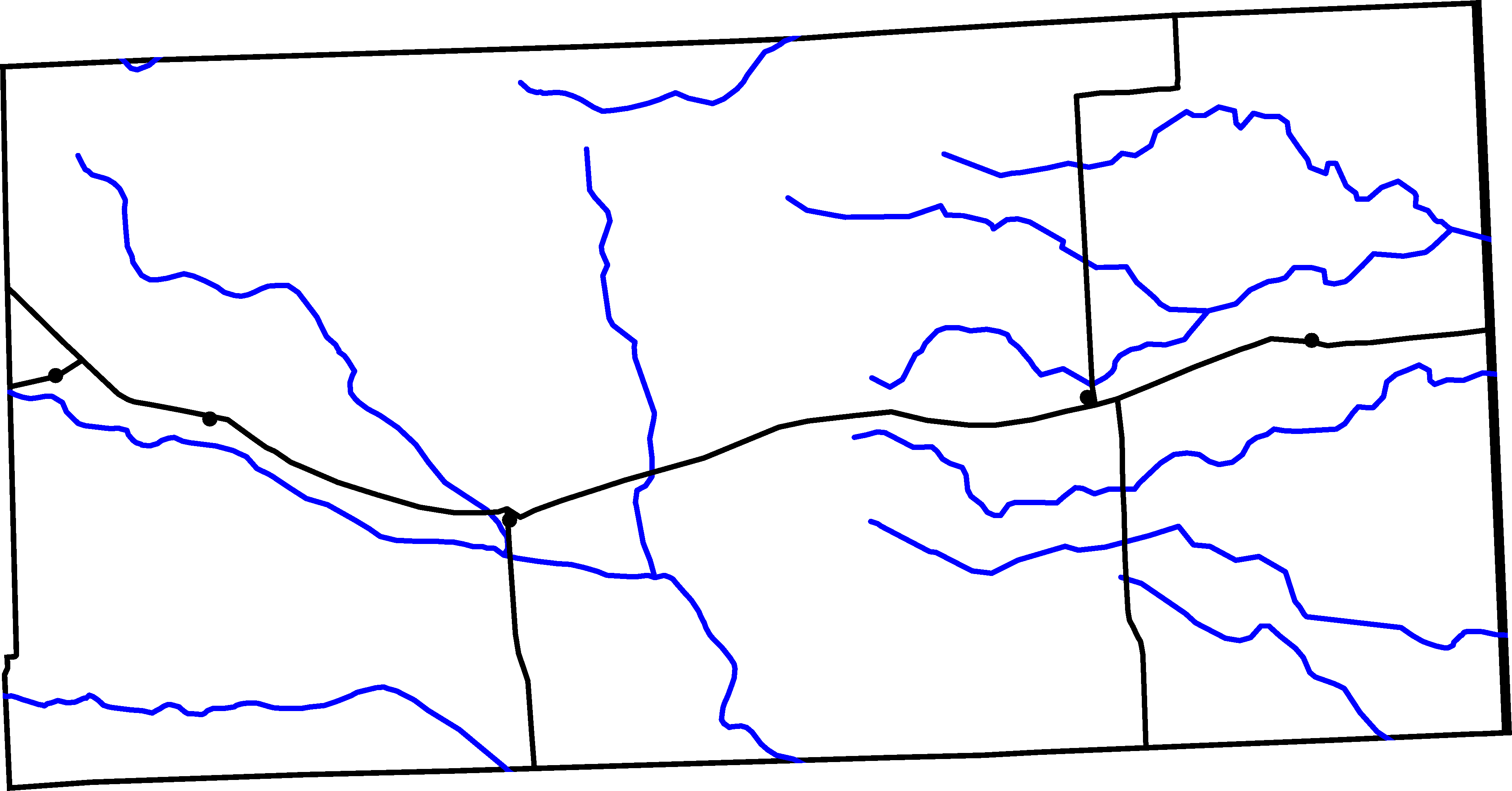
シャイアン郡図

アメリカ合衆国統計局によると、この郡は総面積4,614 km2 (1,781 mi2) である。このうち4,614 km2 (1,781 mi2) が陸地で0 km2 (0 mi2) が水地域である。総面積の0.00%が水地域となっている。

### 隣接する郡
- キットカーソン郡 - (北)
- リンカーン郡 - (西)
- カイオワ郡 - (南)

## 人口動勢
2000年国勢調査で、この郡は人口2,231人、880世帯、及び602家族が暮らしている。人口密度は0/km2 (1/mi2) である。0/km2 (1/mi2) の平均的な密度に1,105軒の住宅が建っている。この郡の人種的な構成は白人92.87%、アフリカン・アメリカン0.49%、先住民0.76%、アジア0.13%、太平洋諸島系0.00%、その他の人種5.11%、及び混血0.63%である。この人口の8.11%はヒスパニックまたはラテン系である。
この郡内の住民は28.80%が18歳未満の未成年、18歳以上24歳以下が7.10%、25歳以上44歳以下が26.20%、45歳以上64歳以下が21.30%、及び65歳以上が16.60%にわたっている。中央値年齢は38歳である。女性100人ごとに対して男性は100.60人である。18歳以上の女性100人ごとに対して男性は98.40人である。
この郡の世帯ごとの平均的な収入は37,054米ドルであり、家族ごとの平均的な収入は44,394米ドルである。男性は32,250米ドルに対して女性は19,286米ドルの平均的な収入がある。この郡の一人当たりの収入 (per capita income) は17,850米ドルである。人口の11.10%及び家族の8.70%は貧困線以下である。全人口のうち18歳未満の12.90%及び65歳以上の10.90%は貧困線以下の生活を送っている。

## 都市及び町
- シャイアンウェルズ (Cheyenne Wells)
- キットカーソン (Kit Carson)